# Karl August Brodrück
Karl August Brodrück (23 de julio de 1815 en Seligenstadt, Hesse, Alemania - 9 de noviembre de 1866 en Darmstadt, Hesse) fue un oficial e historiador militar.

## Biografía
Asistió a la escuela secundaria en Hanau y en agosto de 1831 se alistó en la Compañía del más tarde teniente general Heinrich Joseph von Weitershausen, en el 2º Regimiento de Infantería. Desde 1852 fue profesor de la Escuela Militar de Darmstadt, en la especialidad de Historia Militar. En 1860 fue ascendido a Mayor (equivalente a comandante). 
En la década de 1860 tomó parte, representando al Gran Ducado de Hesse, en diferentes conferencias diplomáticas y militares, incluida la Convención de Ginebra en octubre de 1863 que adoptó las medidas para mejorar la atención a los heridos de guerra. En la conferencia que tuvo lugar igualmente en Ginebra en agosto del año siguiente, firmó en representación de Hesse el Primer Convenio de Ginebra. Poco después de su regreso a Darmstadt fundó, con la participación de Luis III, Gran duque de Hesse y del Rhin, un Comité para preparar la fundación de una Sociedad de Socorro Cruz Roja en Hesse, que comenzó sus trabajos el 27 de octubre de 1864. En la primera reunión general de noviembre de 1864, Brodrück fue elegido primer presidente de la asociación.
Durante la guerra austro-prusiana de 1866 le fue diagnosticada una enfermedad coronaria, de la que murió ese mismo año. Su obra Fundamentos para un Discurso sobre la Historia Militar y la Doctrina de la Guerra quedó así inacabada por su muerte.
Perteneció desde 1843 a la Francmasonería y se unió a la Logia de Worms de la Fraternidad del Templo. 

## Honores

### Eponimia
En la ciudad alemana de Hanau hay una calle con su nombre, la Karl-Brodrück-Straße.

## Obras (Selección)
- Fuentes y estudios sobre la campaña del Ejército Imperial de 1757. Una contribución a la historia alemana del siglo XVIII (Quellenstücke und Studien über den Feldzug der Reichsarmee von 1757. Ein Beitrag zur deutschen Geschichte im 18. Jahrhundert). Leipzig 1858, Digitalizado
- La batalla por Badajoz en la primavera de 1812 (Kampf um Badajoz im Frühjahr 1812). Leipzig 1861, Digitalizado